# Nationaal Park El Imposible
Nationaal Park El Imposible (Spaans: Parque Nacional El Imposible) is een tropisch regenwoud en nationaal park in El Salvador. Het park is opgericht op 1 januari 1989 en beslaat een oppervlakte van 38,2 vierkante kilometer. De naam betekent letterlijk “nationaal park De Onmogelijke”. El Imposible is genoemd naar de gevaarlijke kloof in het park die vele levens van boeren en pakezels heeft gekost, die koffie transporteerden naar de havens aan de Grote Oceaan. El Imposible ligt in het Apaneca Ilamatepec-gebergte op een hoogte van 300 tot 1.450 meter boven zeeniveau. Vanuit het park stromen acht rivieren naar de kust, waar zij de mangrovebossen voeden.
In het park leven verschillende bijzondere diersoorten zoals poema’s, tijgerkatten, wilde zwijnen en zeldzame soorten haviken. Vanuit hoge punten in het regenwoud is de Grote Oceaan te zien.
In 1992 werd het nationaal park toegevoegd aan de Voorlopige Lijst van El Salvador voor het UNESCO Werelderfgoed.